# Haplopappus
Haplopappus és un gènere de plantes amb flors de la família de les asteràcies que es troba a Amèrica del Sud, principalment restringit a les regions de les estepes andines meridionals, el Matorral xilè i la Patagònia.

## Taxonomia
El gènere THaplopappus va ser descrit per Cass. i publicat a Dictionnaire des Sciences Naturelles, ed. 2, 56: 168, a l'any 1828. L'espècie tipus és: Haplopappus glutinosus Cass.
Etimologia.
THaplopappus: nom genèric que deriva de les paraules gregues: kaploos, que significa "simple", i pappos, que significa "plomissol o borrissol", en referència a l'anell únic del borrissol.

## Espècies
Espècies acceptades per la WFO Plant List a partir del juny de 2024:
- Haplopappus acerosus	Bertero
- Haplopappus angustifolius Reiche	Anales Univ. Chile 109: 36 (1901)
- Haplopappus anthylloides	Meyen & Walp. Observ. Bot. : 261 (1843)
- Haplopappus baylahuen J.Rémy	Fl. Chil. 4: 42 (1849)
- Haplopappus bellidifolius Phil. Anales Univ. Chile 87: 593 (1894)
- Haplopappus berteroi	DC.	Prodr. 5: 348 (1836)
- Haplopappus bezanillanus	(J.Rémy) Reiche	Anales Univ. Chile 109: 39 (1901)
- Haplopappus canescens Reiche	Anales Univ. Chile 109: 38 (1901)
- Haplopappus cerberoanus (J.Rémy) Reiche	Anales Univ. Chile 109: 42 (1901)
- Haplopappus chrysanthemifolius DC. Prodr. 5: 348 (1836)
- Haplopappus colliguayensis M.A.Villalobos, V.Morales & Nic.García
- Haplopappus decurrens J.Rémy	Fl. Chil. 4(1): 58 (1849)
- Haplopappus deserticola Phil. Anales Univ. Chile 87: 592 (1894)
- Haplopappus diplopappus J.Rémy Fl. Chil. 4: 53. (1849)
- Haplopappus donianus	Sch.Bip. ex Reiche	Fl. Chile iii. 294.
- Haplopappus elatus Reiche Anales Univ. Chile 109: 43 (1901)
- Haplopappus foliosus	DC.	Prodr. 5: 346 (1836)
- Haplopappus fremonti	A.Gray
- Haplopappus fremontii A.Gray	(1863). Proc. Acad. Nat. Sci. Philadelphia 1863
- Haplopappus glutinosus Cass.	Dict. Sci. Nat., ed. 2. [F. Cuvier] 56: 169. 1828 [Sep 1828]
- Haplopappus graveolens Reiche Anales Univ. Chile 109: 44 (1901)
- Haplopappus grindelioides DC. Prodr. 5: 348 (1836)
- Haplopappus hirtellus Phil. Linnaea 28: 726 (1858)
- Haplopappus hookerianus (Torr. & A.Gray) A.Gray
- Haplopappus humilis Reiche Anales Univ. Chile 109: 78 (1901)
- Haplopappus integerrimus	H.M.Hall Publ. Carnegie Inst. Wash. 389: 340 (1928)
- Haplopappus inuloides Torr. & A.Gray	Fl. N. Amer. 2(2): 241 (1842)
- Haplopappus ischnos (Phil.) Reiche Anales Univ. Chile 109: 42 (1901)
- Haplopappus kingi Reiche	Anales Univ. Chile 109: 41 (1901)
- Haplopappus kingii Reiche Anales Univ. Chile 109: 41 (1901)
- Haplopappus lanatus Hook.f. Trans. Linn. Soc. London 20(2): 215 (1847)
- Haplopappus latifolius Reiche Anales Univ. Chile 109: 44 (1901)
- Haplopappus linifolius Reiche Anales Univ. Chile 109: 36 (1901)
- Haplopappus macraeanus (J.Rémy) Reiche Anales Univ. Chile 109: 46 (1901)
- Haplopappus macreanus (J.Rémy) Reiche Anales Univ. Chile 109: 46 (1901)
- Haplopappus macrocephalus (Poepp. ex Less.) DC. Prodr. 5: 348 (1836)
- Haplopappus marginalis Phil. Anales Univ. Chile 18: 63. 1861
- Haplopappus meyenii Walp. Nov. Act. Cur. xix. Suppl. i. 261. 1843
- Haplopappus mucronatus (Hook. & Arn.) B.D.Jacks. Index Kew. 1(1): 162 1893
- Haplopappus mucronatus Hook. & Arn. Bot. Beechey Voy. : 147 (1833)
- Haplopappus multifolius Phil. ex Reiche	Fl. Chile iii. 291
- Haplopappus nahuelbutae Klingenb. Sendtnera 4: 175, fig (1997)
- Haplopappus ochagavianus	Phil. Linnaea 28: 725 (1858)
- Haplopappus parvifolius (DC.) Gay
- Haplopappus pedunculosus	J.Rémy Fl. Chil. 4: 51. (1849)
- Haplopappus pedunculosus Remy Fl. Chil. 4: 51
- Haplopappus philippii H.M.HallPubl. Carnegie Inst. Wash. 389: 325 (1928)
- Haplopappus phyllophorus Reiche	Anales Univ. Chile 109: 41 (1901)
- Haplopappus pinea Reiche	Anales Univ. Chile 109: 35 (1901)
- Haplopappus pinnatifidus Nutt. Trans. Amer. Philos. Soc. , ser. 2, 7: 330 (1840)
- Haplopappus platylepis Phil.	Anales Univ. Chile 87: 591 (1894)
- Haplopappus poeppigianus A.Gray Proc. Amer. Acad. Arts v. (1862) 121.
- Haplopappus pristiphyllus (J.Rémy) H.M.Hall	Publ. Carnegie Inst. Wash. 389: 351 (1928)
- Haplopappus prunelloides (Poepp. ex Less.) DC. Prodr. 5: 346 (1836)
- Haplopappus pulchellus DC. Prodr. 5: 347 (1836)
- Haplopappus reicheanus H.M.Hall Publ. Carnegie Inst. Wash. 389: 324 (1928)
- Haplopappus remyanus Wedd. Chlor. Andina 1: 210 (1857)
- Haplopappus rengifoanus	J.Rémy	Fl. Chil. 4: 43. (1849)
- Haplopappus rigidus Phil. Fl. Atacam. 204. 1860
- Haplopappus rosulatus H.M.Hall Publ. Carnegie Inst. Wash. 389: 329, fig. 113 (1928)
- Haplopappus rotundifolius	H.M.Hall	Publ. Carnegie Inst. Wash. 389: 347 (1928)
- Haplopappus rubiginosus Torr. & A.Gray	Fl. N. Amer. 2(2): 240 (1842)
- Haplopappus saxatilis (J.Rémy) Reiche Anales Univ. Chile 109: 39 (1901)
- Haplopappus scaposus J.Rémy	Fl. Chil. 4(1): 50 (1849)
- Haplopappus schumannii (Kuntze) G.K.Br. & W.D.Clark	Syst. Bot. 7(2): 208. 1982
- Haplopappus scrobiculatus DC. Prodr. 5: 348 (1836)
- Haplopappus serrulatus Reiche Anales Univ. Chile 109: 62 (1901)
- Haplopappus stelliger J.Rémy	Fl. Chil. 4(1): 52 (1849)
- Haplopappus stolpii Phil. Anales Univ. Chile 87: 595 (1894)
- Haplopappus struthionum Speg. Revista Fac. Agron. Univ. Nac. La Plata 3: 529 (1897)
- Haplopappus taeda Reiche	Anales Univ. Chile 109: 45 (1901)
- Haplopappus teillieri A.Cádiz-Véliz, V.Morales & Nic.García
- Haplopappus tenuisectus (Greene) S.F.Blake ex L.D.Benson	Amer. J. Bot. 27: 188 (1940)
- Haplopappus uncinatus Phil. Linnaea 28: 728 (1858)
- Haplopappus velutinus J.Rémy	Fl. Chil. 4: 57 (1849)
- Haplopappus villaneuvae Phil.